# Cmentarz wojenny nr 383 – Wróblowice
Cmentarz wojenny nr 383 – Wróblowice – austriacki cmentarz wojenny z okresu I wojny światowej wybudowany przez Oddział Grobów Wojennych C. i K. Komendantury Wojskowej w Krakowie i znajdujący się na terenie jego okręgu XI Twierdza Kraków.
Znajduje się w południowej części Krakowa w Dzielnicy X Swoszowice na obszarze osiedla Wróblowice.
Cmentarz ten, to pojedyncza mogiła, w której pochowano prawdopodobnie 2 żołnierzy austro-węgierskich. Nie znamy nazwisk poległych żołnierzy, dat śmierci i nie są znane jednostki w których służyli. Cmentarz położony jest w zagajniku, ok. 50 metrów na północ od ul. Bochnaka. Obecnie trudno ustalić jego pierwotny wygląd, nie jest znany jego projektant. Otoczony jest niskim, drewnianym płotkiem i postawiono na nim, wykonane współcześnie, metalowy krzyż z tabliczką i napisem:

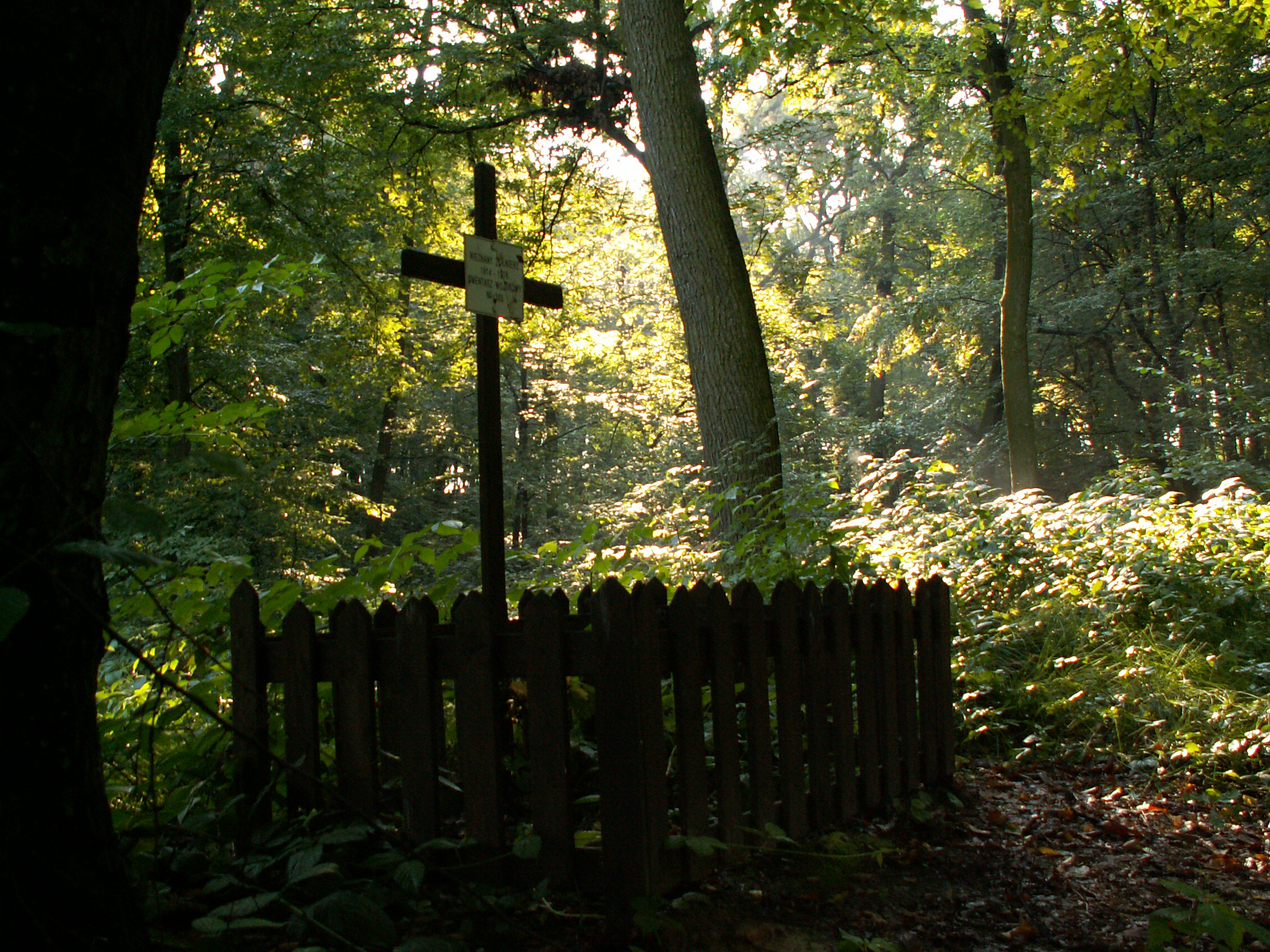
Stan przed 2015 rokiem

NIEZNANY ŻOŁNIERZ

1914 – 1916

CMENTARZ WOJSKOWY № 383